# دوفزهوك (أندريجيفيكا)
دوفزهوك (Довжок) هي مدينة في مقاطعة أندريجيفيكا في أوكرانيا.
يبلغ عدد سكانها حوالي 3,971 نسمة.